# St.-Stephanus-Kirche (Schleibnitz)

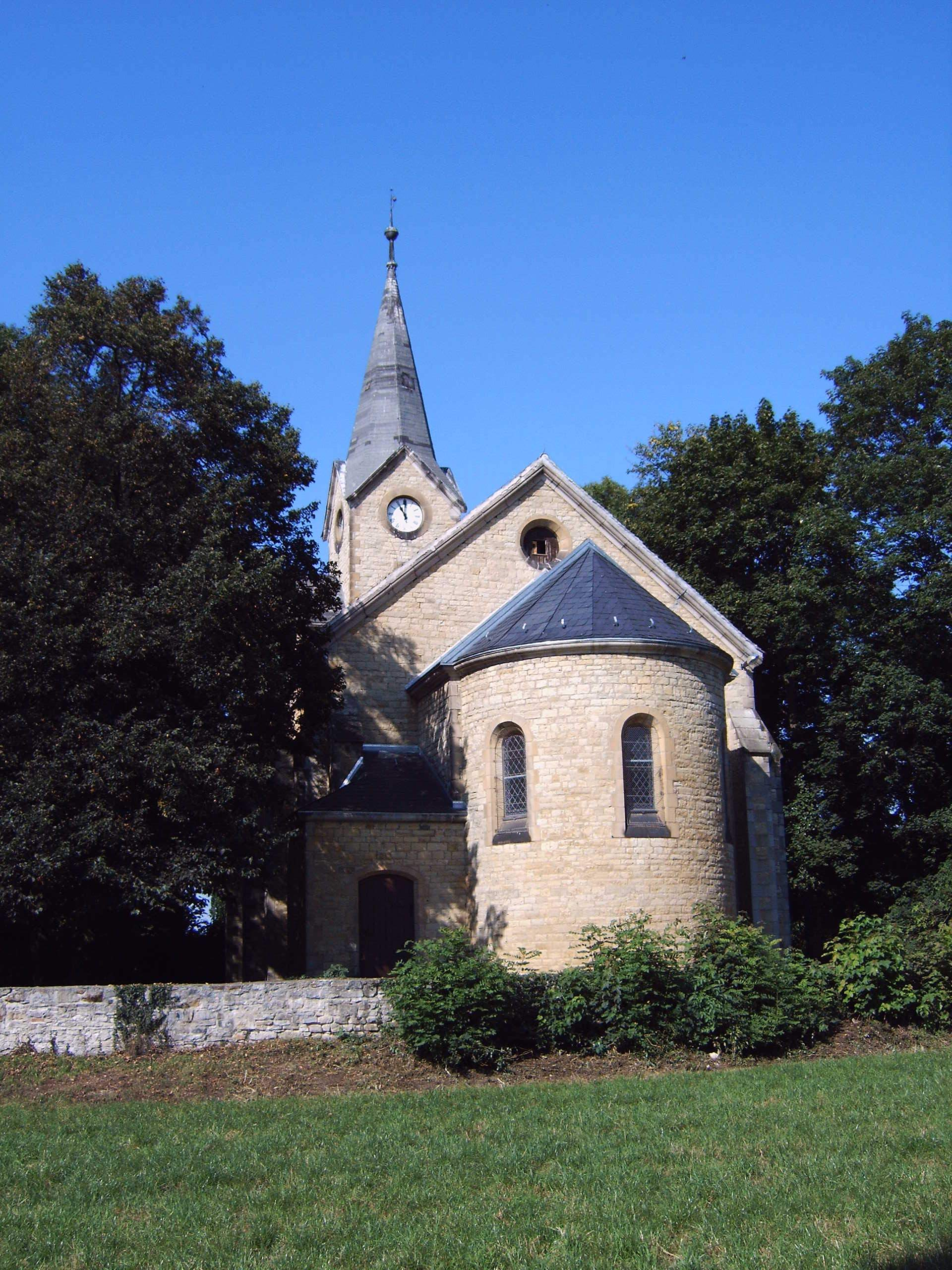
Sankt-Stephanus-Kirche

Die Sankt-Stephanus-Kirche ist die evangelische Kirche des zu Wanzleben-Börde gehörenden Dorfes Schleibnitz in Sachsen-Anhalt.

## Architektur
Das Kirchengebäude wurde 1887 im Stil der Neoromanik errichtet. Die einschiffige Kirche mit einer halbrunden, an der Ostseite befindlichen Apsis wurde mit behauenen Bruchsteinen gebaut.
Das Kirchenschiff besteht aus drei Jochen und verfügt über ein Gratgewölbe. Die Ausstattung der Kirche stammt noch aus ihrer Bauzeit. Holzbildhauer Gustav Kuntzsch, Wernigerode, lieferte den Altar, die Kanzel, das Gestühl und Opferstöcke. Malereien in der Kalotte der Apsis zeigen Christus in der Mandorla nebst Symbolen der Evangelisten. Szenen aus der Bibel in Form von Medaillons schmücken den Triumphbogen.